# Rhododendron linearilobum
Rhododendron linearilobum är en ljungväxtart som beskrevs av Rhui Cheng Fang och A.L. Chang. Rhododendron linearilobum ingår i släktet rododendron, och familjen ljungväxter. Inga underarter finns listade i Catalogue of Life.